# برانا (بامیان)
برانا (به لاتین: Berana) یک منطقهٔ مسکونی در افغانستان است که در ولایت بامیان واقع شده‌است.